# Mogens Zieler
Mogens Holger Zieler (6. marts 1905 – 17. marts 1983) var en dansk maler og tegner, født i København.
Zieler var elev af Harald Giersing 1926-27 og af Karl Larsen 1928. Han gik på Det Kongelige Danske Kunstakademi 1927-32.
Han foretog i 1940 en studierejse til Østen, som senere satte tydelige spor i hans kunstneriske arbejder, hvor Bali-piger og de optrukne sort/hvide fiskerbåde på Celebes' kyst blev tilbagevendende motiver i hans arbejder. Han har udsmykket festsalen i Risskov skole i 1960 – titel: Nattens bortdragende stjerner trompeterer for den frembrydende sol. Mogens Zieler var i flere år bosat i Sondrup Bakker nær Horsens, hvor han fandt sine motiver.
Mogens Zieler modtog Eckersberg Medaillen i 1954